# Hèctor de Provença
Hèctor de Provença (? – mort a Autun la Pasqua del 675), fou prefecte i patrici de Provença o Marsella.

## Biografia
Probablement era d'origen visigot i hauria pujat al poder com a comte de Provença en temps de Khilderic II d'Austràsia (662–675), segurament vers 673 quan fou rei de tots els francs.
Aliat amb el bisbe d'Autun Leodegari o Lleuger (que havia guanyat ascendència sobre el rei i havia exercit quasi com un majordom de palau) es va oposar a la política centralitzadora d'Ebroí, majordom de palau. Per un temps Leodegari havia exercit completa influència sobre el rei, però hi va acabar enemistat per certs retrets de la seva vida privada.
Quan Hèctor va anar a la cort a causa d'un conflicte amb Prejecte (saint Prix) bisbe d'Alvèrnia, Leodegari fou acusat de complotar amb el prefecte i patrici, en una operació política que haurien preparat Prejecte i el rei Khilderic II; el bisbe fou enviat a l'exili a Luxeuil (on es va trobar amb Ebroí) i Hèctor fou executat el dissabte sant del 675 a Autun. Saint Prix va acabar capturat a Volvic per visigots que volien venjar a Hèctor, i executat en aquell lloc el 25 de gener del 676. A Provença el buit de poder fou aprofitat per Eticó Adalric d'Alsàcia que va envair el país i va intentar ocupar Lió però va fracassar i quan va tornar a Alsàcia es va trobar en què les seves terres havien estat confiscades per Teodoric III de Nèustria (675–691) i cedides a un senyor fidel. A Clarmont d'Alvèrnia el bisbe mort fou reemplaçat per Avit (Avitus) i a la Provença austrasiana al final de la dècada dels anys 670 o vers 680 apareix un nou patrici i prefecte, Rocco de Provença i poc després ja s'esmenta a Bonet, el mateix germà d'Avit.

## Conseqüències
Des de 675, l'assassinat del rei Khilderic per un grup de nobles provoca obertament la divisió regional i les guerres entre aquests nous poders polítics. A Nèustria, Khilderic fou reemplaçat pel seu germà Teodoric III a qui havia succeït el 673 quan aquest últim havia estat tonsurat i enclaustrat al monestir de Saint Denis. A Austràsia, els grans del regne, assabentats de l'existència de Dagobert II, l'exiliat a Anglaterra, el van fer tornar. Però Dagobert no va regnar molt de temps; víctima de la violència del seu temps, fou assassinat el 23 de desembre del 679.